# Newena Kokanowa
Newena Bogdanowa Kokanowa (bułg. Невена Богданова Коканова; ur. 12 grudnia 1938 w Dupnicy, zm. 3 czerwca 2000 w Sofii) – bułgarska aktorka, nazywana wiele lat „pierwszą damą bułgarskiego kina”.

## Życiorys
Jej matka pochodziła z austriackiej rodziny arystokratycznej. Ojciec był więźniem politycznym w obozie koncentracyjnym w Belene. Karierę rozpoczęła jako stażystka mając 18 lat, w teatrze Jambołskim, bez specjalnej edukacji. Zagrała ponad 50 ról w kinie. Pojawiła się po raz pierwszy w roli Emy, w filmie Godini na lubow (1957), w reżyserii Janko Jankowa. W 1969 zagrała w filmie włoskiej reżyserki Liliany Cavani Galileo Galilei.
Błaga Dimitrowa napisała dla niej powieść Objazd (bułg. Отклонение). Ponadto jej imieniem nazwany został teatr w Dupnicy.

## Nagrody
- W 1976 nadano przez Związek Filmowców bułgarskich Złatną kamerę za znaczący wkład bułgarskiego kina
- W 1995 przyznano przez Związek Filmowców bułgarskich, otrzymała nagrodę za całokształt twórczości oraz wybitny wkład w bułgarskiej kultury filmowej
- W latach 1998–1999 otrzymała nagrodę za całokształt twórczości przez Unię bułgarskich filmowców
- W 1999 otrzymała Order Stara Płanina I stopnia
- Wieloktronie nagrodzona na festiwalu warneńskim

## Filmografia
- 1957: Lata miłości
- 1960: W cichy wieczór
- 1961: Bądź szczęśliwa, Anno!
- 1961: Stromy szlak
- 1962: Tytoń
- 1963: Północne spotkanie
- 1963: Inspektor i noc
- 1964: Złodziej brzoskwiń
- 1966: Do zwycięstwa i po nim
- 1966: Karambol
- 1967: Najdłuższa noc
- 1967: Objazd
- 1967: Zapach migdałów
- 1968: Śmierć Aleksandra Wielkiego
- 1968: Galileo Galilei
- 1968: Niebezpieczny lot
- 1969: Tango
- 1969: Mężczyźni w delegacji
- 1970: Botschafter morden nicht
- 1971: Dziwny dwuboj
- 1972: Kręgi miłości
- 1972: Serce człowiecze
- 1972: Chłopiec sobie idzie
- 1973: Tygrysek
- 1973: Najlepszy człowiek, którego znam
- 1973: Dzieci grają na dworze
- 1973: Mój ojciec malarzem
- 1974: Drzewo bez korzenia
- 1974: Ostatni kawaler
- 1974: Na życie i śmierć
- 1975: Śluby Iwana Asena
- 1976: Nie odchodź!
- 1976: Płoń żebyś świecił
- 1976: Wspomnienie o bliźniaczce
- 1977: Cyklop
- 1977: Matriarchat
- 1977: Udar słoneczny
- 1978: Słuchaj koguta
- 1979: Sami wśród wilków
- 1980: Trzy śmiertelne grzechy
- 1980: Uoni
- 1980: Damy zapraszają
- 1980: Przygody Awakuma Zachowa
- 1981: Tyrnowska królowa
- 1981: Słońce dzieciństwa
- 1981: Borsuk
- 1982: Jesienne słońce
- 1982: Kryształy
- 1982: Ostrzeżenie
- 1983: Konstantyn filozof
- 1984: Niebezpieczny urok
- 1984: Zbawienie
- 1985: Ten piękny dojrzały wiek
- 1985: Leśni ludzie
- 1986: Przewozy śmierci
- 1986: Trzy Marie i Iwan
- 1987: Czas na podróż
- 1987: Dom dla naszych dzieci
- 1988: Wieczory w Antymowskim zajeździe
- 1990: Wioska
- 1991: Chcę Ameryki
- 1993: Sezonyt na kanarczetata